# Eunidia alboapicalis
Eunidia alboapicalis är en skalbaggsart som beskrevs av Stefan von Breuning 1980. Eunidia alboapicalis ingår i släktet Eunidia och familjen långhorningar.
Artens utbredningsområde är Niger. Inga underarter finns listade i Catalogue of Life.